# Ruta 12 (Bolivia)
La Ruta Nacional 12 es una carretera en las tierras altas de Bolivia. La Ruta 12 fue declarada parte de la red vial nacional de Bolivia " Red Vial Fundamental " mediante el decreto 25.134 del 31 de agosto de 1998.
La vía tiene una longitud de 279 kilómetros y está pavimentada en la mayor parte de su longitud, excepto en el tramo de 32 kilómetros entre Villa Copacabana y Ancaravi (a partir de 2015). La Ruta 12 atraviesa el Altiplano boliviano de suroeste a noreste, desde la Cordillera Occidental hasta la Cordillera Oriental. La carretera atraviesa el departamento de Oruro en toda su extensión. Comienza en el suroeste como una extensión de la ruta chilena 15 en Pisiga Bolívar y termina en el noreste en el corregimiento de Ocotavi en la Ruta 4 que atraviesa todo el país de oeste a este, desde Tambo Quemado por el oeste hasta Puerto Busch por el este.
El camino está completamente asfaltado.

## Ciudades
- km 000: Pisiga Bolívar
- km 002: Pisiga Sucre
- km 010: Pagador
- km 043: Sabaya
- km 064: Esmeralda
- km 071: Huachacalla
- km 118: Opoqueri
- km 143: Ancaravi
- km 170: Villa Copacabana
- km 195: Toledo
- km 205: Challacollo
- km 232: Oruro
- km 262: Paria
- km 268: Soracachi
- km 279: Ocotavi

## Asfaltado de tramos

### Carretera Oruro - Pisiga (1998-2017)
Los trabajos para que la ciudad de Oruro y la localidad fronteriza de Pisiga estén unidas con una carretera completamente asfaltada duraron prácticamente 19 años desde 1998 hasta 2017 cuando se inauguró finalmente el último tramo.   

#### Asfaltado del Tramo Oruro - Toledo (1998-2004)
Con la llegada a la Presidencia de Bolivia del general de ejército Hugo Banzer Suárez el 6 de agosto de 1997, éste decidió construir la carretera Oruro-Pisiga, la cual conecta la capital departamental con la frontera de Chile, aunque debido a la falta de presupuesto solo se construyó el primer tramo que abarca desde la ciudad de Oruro hasta localidad de Toledo, de unos 37 kilómetros de longitud.
En un principio, el gobierno de Banzer decidió que sean los militares a través del Comando de Ingeniería Militar (CIM) de las Fuerzas Armadas de Bolivia los que construyan el camino (a pesar de que esa no es su función como establece la constitución política) adjudicándoles de todas maneras dicho tramo de 37 kilómetros. En cuanto al financiamiento, fue la Corporación Andina de Fomento (CAF) la que otorgó al estado boliviano un crédito que financió el 70 % y el otro restante 30 % fue financiado por los gobiernos locales (gobernación y alcaldías). Las obras comenzaron en febrero de 1998 y se tenía prevista su conclusión e inauguración en un plazo de tiempo de por lo menos 3 años hasta febrero de 2001. 
Sin embargo en septiembre del año 2000, las autoridades decidieron realizar una inspección a la carretera y se constataron que los militares habían asfaltado a duras penas un 22 % del camino en dos años y medio, cuando a esas alturas ya se debería de haber tenido un avance de por lo menos un 70 % o 80 %. Ante el incumplimiento de los plazos de tiempo establecidos, el gobierno decide rescindir contrato con la CIM en marzo de 2001 y convoca nuevamente a una licitación pública para que otras empresas se adjudiquen la obra. Para terminar de construir el camino, se adjudicó el tramo al consorcio privado TOLEDO (conformado por las empresas constructoras "SOBOCE" e "Illimani CONOC") firmando un contrato con el gobierno boliviano el 6 de septiembre de 2001. Hasta el 18 de abril de 2002, este tramo ya tenía un avance del 52 %.
Finalmente y luego de más de 6 años, el asfaltado de la carretera Oruro-Toledo fue concluida el 9 de febrero de 2004, siendo inaugurada por el presidente Carlos Mesa Gisbert en la localidad de Challacollo a 16 kilómetros de la ciudad de Oruro.

#### Asfaltado del tramo Toledo - Ancaravi (2010-2017)
En el año 2010 comienzan los trabajos para la construcción de este tramo a través del Consorcio Toledo, el cual estuvo integrado por las empresas constructoras Grandy Labori-Bartos-CCI. Para asfaltar este tramo, el estado boliviano invirtió 16 millones de euros los cuales dichos recursos provenían de un crédito que el Gobierno Italiano había otorgado a Bolivia. Pero después de un año de haber empezado a construir la carretera y luego de una inspección realizada por la Administradora Boliviana de Carreteras se llegó a constatar que el "Consorcio Toledo" no había cumplido con su contrato pues apenas había avanzado unos cuantos pocos kilómetros incumpliendo de esa manera con los tiempos ya establecidos en el contrato. Fianlmente el estado boliviano decide rescindir el contrato en la gestión 2011. Pero ese mismo año se decide reiniciar los trabajos de este tramo luego de adjudicar este tramo al "Consorcio Vial Ancaravi" el cual estaba integrado por las empresas OCA-Intensus pero esta vez con otro crédito otorgado a Bolivia proveniente de la Corporación Andina de Fomento (CAF) más el aporte del Gobierno Autónomo Departamental de Oruro (GADO). 
Para una mejor administración, la ABC decidió dividir este tramo en dos subtramos; el primero fue el Subtramo I Toledo-Kulluri de 14 kilómetros de longitud y el segundo subtramo II fue Kulluri-Ancaravi de 42 kilómetros. Sin embargo a finales del año 2012, el estado boliviano decide también rescindir el contrato con el Consorcio Vial Ancaravi, pero no por incumplimiento sino debido más que todo a causas atribuibles con el contratista.    
En el año 2013 se realiza una "licitación por excepción" en el cual se adjudica el contrato a la empresa "Congar" por lo que seguidamente en mayo de 2013 el estado boliviano da la orden de proceder con el asfaltado del Subtramo I con una inversión de 48 millones de bolivianos que finalmente fue concluido en septiembre de 2014 
El tramo II Kulluri-Ancaravi es ejecutado por la Asociación Accidental Congar y Asociados, con una inversión de 175 millones de bolivianos (de los cuales se destinaron 30 millones para la adquisición de cemento 1P-40), recursos invertidos por la Corporación Andina de Fomento (CAF) en su mayor parte y aproximadamente 21 millones de bolivianos por el GAD-OR.Durante la ejecución de este tramo se presentaron muchos problemas, principalmente en el tema de agregados, por lo que recurrió a la comunidad de Agua de Castilla del Municipio de Belén de Andamarca, los propietarios de este banco de agregados coadyuvaron con la construcción de este tramo carretero.El tramo II tiene 42 kilómetros de longitud de pavimento rígido y se concluirá a fines de este mes.

#### Asfaltado del Tramo Ancaravi - Huachacalla (2003-2006)
En septiembre de 2002 se firma el contrato del asfaltado del Tramo Ancaravi-Huachacalla que es financiado por la Corporación Andina de Fomento en un 80% y el restante 20% es contraparte de la entonces Prefectura de Oruro (actualmente denominado como Gobierno Autónomo Departamental de Oruro), la inversión para este tramo ascendió a un monto de 25 millones de dólares. La empresa que ejecutó el asfaltado fue "Consorcio Vial Cumbre que está integrada por las empresas Iasa-Cruceña-Minerva; la supervisión estuvo a cargo de "PCA Consultores". Finalmente se concluye la pavimentación de la carretera en diciembre del año 2006 siendo inaugurada durante el primer gobierno del presidente Evo Morales Ayma.

#### Asfaltado del Tramo Huachacalla - Pisiga (2007-2012)
El tramo Huachacalla-Pisiga comienza a construirse en la gestión 2007 con una inversión de 29 millones de dólares, recursos invertidos en un 85% por la CAF y la contraparte del 15% de la Prefectura de Oruro.El consorcio Andino es el contratista que está a cargo de la construcción, integrada por las empresas Eccla-Olmedo-Compacto, la supervisión está a cargo de Ecoviana y en la fase final la consultora española ATJ. Este tramo de 71 kilómetros de pavimento rígido se concluye en la gestión 2012, año en la que se entrega a la población orureña